# Eulophia mechowii
Eulophia mechowii là một loài lan, phân bố từ Nigeria đến miền tây Ethiopia và Nam Phi.

## Đồng nghĩa
- Orthochilus mechowii  Rchb.f.1882  is a homotypic synonym

The following are heterotypic synonyms:
- Orthochilus renschianus  Rchb.f. 1882
- Eulophia zeyheri  Hook.f. 1893
- Eulophia milanjiana  Rendle 1894
- Eulophia renschiana  (Rchb.f.) T.Durand & Schinz 1894
- Eulophia praestans  Rendle 1895
- Eulophia woodii  Schltr. 1895
- Eulophia dichroma  Rolfe in D.Oliver & auct. suc. (eds.) 1897
- Eulophia lujae  De Wild.1904
- Eulophia granducalis  Kraenzl.1909
- Eulophia amblypetala  Kraenzl. 1923